# Sigilmassasaurus
Sigilmassasaurus là một chi cực kỳ gây tranh cãi của Đại long xương gai sống khoảng 100 đến 94 năm triệu năm trước trong niên đại Phấn trắng muộn ở khu vực ngày nay là phía bắc châu Phi.  Được đặt tên trong 1996 cổ sinh vật học bởi nhà cổ sinh vật học Dale Russell người Canada, nó chứa một loài, Sigilmassasaurus brevicollis. Danh tính của chi này đã được các nhà khoa học tranh luận, với một số người coi hóa thạch của nó là đại diện cho vật liệu từ các loài có liên quan chặt chẽ Spinosaurus aegyptiacus, trong khi những người khác đã phân loại nó thành một đơn vị phân loại riêng biệt, tạo thành nhánh Spinosaurini với Spinosaurus  là Nhóm chị em của nó.
Sigilmassasaurus là một loài động vật ăn thịt hai chân, sống trên mặt đất, có thân hình vừa phải, giống như hầu hết các loài khủng long chân thú khác. Nó có thể có cơ cổ chắc khỏe, bằng chứng là hình thái đốt sống (xương sống) của nó. Sigilmassasaurus có thể đã có thói quen nửa ở nước và chế độ ăn một phần ăn cá.